# مرحلة خروج المغلوب في دوري أبطال آسيا 2 2024–25
مرحلة خروج المغلوب في دوري أبطال آسيا 2 2024–2025 في الفترة من 11 فبراير 2025 إلى 17 مايو 2025. وبه يتنافس 16 فريقًا في خروج المغلوب لتحديد بطل دوري أبطال آسيا الثاني لموسم 2024-2025. من بين 32 فريقا شارك في مرحلة المجموعات من دوري أبطال آسيا 2 2024–25.

## الفرق المؤهلة
تأهل المتصدر والوصيف في كل مجموعة في مرحلة المجموعات من كل منطقة إلى دور 16، حيث تضم كل من منطقة غرب القارة الاسيوية (المجموعات من الأولى إلى الرابعة) ومنطقة شرق القارة الاسيوية (المجموعات من الخامسة إلى الثامنة) ثمانية فرق مؤهلة.

| منطقة     | المجموعة | المركز الأول     | أفصل وصيف         |
| --------- | -------- | ---------------- | ----------------- |
| منطقة غرب | الأولى   | تراكتور          | نادي الوكرة       |
| منطقة غرب | الثانية  | نادي التعاون     | نادي الخالدية     |
| منطقة غرب | الثالثة  | نادي الشارقة     | نادي الوحدات      |
| منطقة غرب | الرابعة  | شباب الأهلي      | الحسين إربد       |
| منطقة شرق | الخامسة  | سانفريس هيروشيما | سيدني             |
| منطقة شرق | السادسة  | ليون سيتي سيلورز | نادي بورت         |
| منطقة شرق | السابعة  | بانكوك يونايتد   | نام دينه          |
| منطقة شرق | الثامنة  | جونبك هيونداي    | موانغتونغ يونايتد |

## آلية التقدم في المنافسة
تلعب الفرق في مرحلة خروج المغلوب 16 مباراة إقصائية، مع تقسيم الفرق إلى منطقتين حتى النهائي. وفي ماعدا المباراة النهائية تلعب كل جولة في هذه المرحلة على مباراتين من ذهاب وإياب. ويستخدم الوقت الإضافي وركلات الترجيح لتحديد الفائز إذا لزم الأمر، ويحدد ترتيب المباريات (الإياب مقابل الذهاب) عند إجراء القرعة، باستثناء المباراة النهائية المحددة مسبقا وفقا لآلية التناوب وتقام على أرض الفريق المتأهل من منطقة الشرق.

## جدول المسابقة
جدول المسابقة على النحو التالي.
| مرحلة              | جولة        | تاريخ القرعة   | الذهاب            | الإياب            |
| ------------------ | ----------- | -------------- | ----------------- | ----------------- |
| مرحلة خروج المغلوب | دور 16      | 12 ديسمبر 2024 | 13-11 فبراير 2025 | 20-18 فبراير 2025 |
| مرحلة خروج المغلوب | ربع النهائي | 12 ديسمبر 2024 | 04–06 مارس 2025   | 11–13 مارس 2025   |
| مرحلة خروج المغلوب | نصف النهائي | 12 ديسمبر 2024 | 08–09 أبريل 2025  | 16-15 أبريل 2025  |
| مرحلة خروج المغلوب | النهائي     | 12 ديسمبر 2024 | 18 مايو 2025      | 18 مايو 2025      |

## المسار
أُقيمت قرعة الأدوار الإقصائية من بطولة دوري أبطال آسيا الثاني، في يوم الخميس 12 ديسمبر 2024 في مقر الاتحاد الآسيوي لكرة القدم، وتقام مباريات دور 16 في فبراير 2025. تليها مباريات ربع النهائي في مارس، ونصف النهائي في أبريل، على أن تُختتم البطولة بالمباراة النهائية التي تُقام بنظام مباراة واحدة يوم مايو 2025.
|  | دور 16            | دور 16           | دور 16 | دور 16 |       |                  | ربع النهائي | ربع النهائي | ربع النهائي | ربع النهائي |  |                  | نصف النهائي | نصف النهائي | نصف النهائي | نصف النهائي |                  |  | النهائي | النهائي | النهائي | النهائي |
|  |                   |                  |        |        |       |                  |             |             |             |             |  |                  |             |             |             |             |                  |  |         |         |         |         |
|  | نام دينه          | 0                | 0      |        |       |                  |             |             |             |             |  |                  |             |             |             |             |                  |  |         |         |         |         |
|  | سانفريس هيروشيما  | 3                | 4      | 7      |       |                  |             |             |             |             |  |                  |             |             |             |             |                  |  |         |         |         |         |
|  | سانفريس هيروشيما  | 3                | 4      | 7      |       | سانفريس هيروشيما | 0           | 1           | 1           |             |  |                  |             |             |             |             |                  |  |         |         |         |         |
|  |                   |                  |        |        |       | سانفريس هيروشيما | 0           | 1           | 1           |             |  |                  |             |             |             |             |                  |  |         |         |         |         |
|  |                   | ليون سيتي سيلورز | 3      | 1      | 4     |                  |             |             |             |             |  |                  |             |             |             |             |                  |  |         |         |         |         |
|  | موانغتونغ يونايتد | ليون سيتي سيلورز | 3      | 1      | 4     | 2                | 0           | 2           |             |             |  |                  |             |             |             |             |                  |  |         |         |         |         |
|  | موانغتونغ يونايتد |                  |        |        |       | 2                | 0           | 2           |             |             |  |                  |             |             |             |             |                  |  |         |         |         |         |
|  | ليون سيتي سيلورز  | 3                | 4      | 7      |       |                  |             |             |             |             |  |                  |             |             |             |             |                  |  |         |         |         |         |
|  | ليون سيتي سيلورز  | 3                | 4      | 7      |       |                  |             |             |             |             |  | ليون سيتي سيلورز | 2           | 0           | 2           |             |                  |  |         |         |         |         |
|  | شرق آسيا          |                  |        |        |       |                  |             |             |             |             |  | ليون سيتي سيلورز | 2           | 0           | 2           |             |                  |  |         |         |         |         |
|  |                   | سيدني            | 0      | 1      | 1     |                  |             |             |             |             |  |                  |             |             |             |             |                  |  |         |         |         |         |
|  | نادي بورت         | سيدني            | 0      | 1      | 1     | 0                | 0           | 0           |             |             |  |                  |             |             |             |             |                  |  |         |         |         |         |
|  | نادي بورت         |                  |        |        |       | 0                | 0           | 0           |             |             |  |                  |             |             |             |             |                  |  |         |         |         |         |
|  | جونبك هيونداي     | 4                | 1      | 5      |       |                  |             |             |             |             |  |                  |             |             |             |             |                  |  |         |         |         |         |
|  | جونبك هيونداي     | 4                | 1      | 5      |       | جونبك هيونداي    | 0           | 2           | 2           |             |  |                  |             |             |             |             |                  |  |         |         |         |         |
|  |                   |                  |        |        |       | جونبك هيونداي    | 0           | 2           | 2           |             |  |                  |             |             |             |             |                  |  |         |         |         |         |
|  |                   | سيدني            | 2      | 3      | 5     |                  |             |             |             |             |  |                  |             |             |             |             |                  |  |         |         |         |         |
|  | سيدني             | سيدني            | 2      | 3      | 5     | 2                | 3           | 5           |             |             |  |                  |             |             |             |             |                  |  |         |         |         |         |
|  | سيدني             |                  |        |        |       | 2                | 3           | 5           |             |             |  |                  |             |             |             |             |                  |  |         |         |         |         |
|  | بانكوك يونايتد    | 2                | 2      | 4      |       |                  |             |             |             |             |  |                  |             |             |             |             |                  |  |         |         |         |         |
|  | بانكوك يونايتد    | 2                | 2      | 4      |       |                  |             |             |             |             |  |                  |             |             |             |             | ليون سيتي سيلورز |  |         | 1       |         |         |
|  |                   |                  |        |        |       |                  |             |             |             |             |  |                  |             |             |             |             |                  |  |         | 1       |         |         |
|  |                   | الشارقة          |        |        | 2     |                  |             |             |             |             |  |                  |             |             |             |             |                  |  |         |         |         |         |
|  | الخالدية          | الشارقة          | 1      | 3      | 2     | 4                |             |             |             |             |  |                  |             |             |             |             |                  |  |         |         |         |         |
|  | الخالدية          |                  | 1      | 3      |       | 4                |             |             |             |             |  |                  |             |             |             |             |                  |  |         |         |         |         |
|  | تراكتور           | 2                | 3      | 5      |       |                  |             |             |             |             |  |                  |             |             |             |             |                  |  |         |         |         |         |
|  | تراكتور           | 2                | 3      | 5      |       | تراكتور          | 0           | 2           | 2 (2)       |             |  |                  |             |             |             |             |                  |  |         |         |         |         |
|  |                   |                  |        |        |       | تراكتور          | 0           | 2           | 2 (2)       |             |  |                  |             |             |             |             |                  |  |         |         |         |         |
|  |                   | التعاون          | 0      | 2      | 2 (4) |                  |             |             |             |             |  |                  |             |             |             |             |                  |  |         |         |         |         |
|  | الوكرة            | التعاون          | 0      | 2      | 2 (4) | 2                | 2           | 4 (3)       |             |             |  |                  |             |             |             |             |                  |  |         |         |         |         |
|  | الوكرة            |                  |        |        |       | 2                | 2           | 4 (3)       |             |             |  |                  |             |             |             |             |                  |  |         |         |         |         |
|  | التعاون           | 2                | 2      | 4 (4)  |       |                  |             |             |             |             |  |                  |             |             |             |             |                  |  |         |         |         |         |
|  | التعاون           | 2                | 2      | 4 (4)  |       |                  |             |             |             |             |  | التعاون          | 1           | 0           | 1           |             |                  |  |         |         |         |         |
|  | غرب آسيا          |                  |        |        |       |                  |             |             |             |             |  | التعاون          | 1           | 0           | 1           |             |                  |  |         |         |         |         |
|  |                   | الشارقة          | 0      | 2      | 2     |                  |             |             |             |             |  |                  |             |             |             |             |                  |  |         |         |         |         |
|  | الوحدات           | الشارقة          | 0      | 2      | 2     | 0                | 3           | 3           |             |             |  |                  |             |             |             |             |                  |  |         |         |         |         |
|  | الوحدات           |                  |        |        |       | 0                | 3           | 3           |             |             |  |                  |             |             |             |             |                  |  |         |         |         |         |
|  | شباب الأهلي       | 2                | 4      | 6      |       |                  |             |             |             |             |  |                  |             |             |             |             |                  |  |         |         |         |         |
|  | شباب الأهلي       | 2                | 4      | 6      |       | شباب الأهلي      | 1           | 1           | 2 (4)       |             |  |                  |             |             |             |             |                  |  |         |         |         |         |
|  |                   |                  |        |        |       | شباب الأهلي      | 1           | 1           | 2 (4)       |             |  |                  |             |             |             |             |                  |  |         |         |         |         |
|  |                   | الشارقة          | 1      | 1      | 2 (5) |                  |             |             |             |             |  |                  |             |             |             |             |                  |  |         |         |         |         |
|  | الحسين إربد       | الشارقة          | 1      | 1      | 2 (5) | 0                | 1           | 1 (0)       |             |             |  |                  |             |             |             |             |                  |  |         |         |         |         |
|  | الحسين إربد       |                  |        |        |       | 0                | 1           | 1 (0)       |             |             |  |                  |             |             |             |             |                  |  |         |         |         |         |
|  | الشارقة           | 1                | 0      | 1 (3)  |       |                  |             |             |             |             |  |                  |             |             |             |             |                  |  |         |         |         |         |

## دور الستة عشر

### الملخص
| الفريق الأول | إجم.           | الفريق الثاني | مباراة الذهاب | مباراة الإياب |
| ------------ | -------------- | ------------- | ------------- | ------------- |
| الخالدية     | 5-4            | تراكتور       | 2-1           | 3-3           |
| الوكرة       | 4-4 (3–4) (ج.) | التعاون       | 2-2           | 2-2 (ب.و.إ.)  |
| الوحدات      | 6-3            | شباب الأهلي   | 2-0           | 4-3           |
| الحسين إربد  | 1-1 (0–3) (ج.) | الشارقة       | 1-0           | 0-1 (ب.و.إ.)  |

| الفريق الأول      | إجم. | الفريق الثاني    | مباراة الذهاب | مباراة الإياب |
| ----------------- | ---- | ---------------- | ------------- | ------------- |
| نام دينه          | 7-0  | سانفريس هيروشيما | 3-0           | 4-0           |
| موانغتونغ يونايتد | 7-2  | ليون سيتي سيلورز | 3-2           | 4-0           |
| بورت              | 5-0  | جونبك هيونداي    | 4-0           | 1-0           |
| سيدني             | 4-5  | بانكوك يونايتد   | 2-2           | 2-3 (ب.و.إ.)  |

#### منطقة الغرب
| الخالدية               | 1 - 2 | تراكتور سازي                                 |
| ---------------------- | ----- | -------------------------------------------- |
| - محمد سعد الرميحي 48' | تقرير | - أميرحسين حسينزاده 50' - دوماغوي دروجيك 55' |

| تراكتور سازي                                                    | 3 - 3 | الخالدية                                          |
| --------------------------------------------------------------- | ----- | ------------------------------------------------- |
| - أميرحسين حسينزاده 15' - توميسلاف شتركالي 32' - مهدي ترابي 71' | تقرير | - مهدي عبد الجبار 57' 63' - مهدي عبد الجبار 3+90' |

تأهل نادي تراكتور سازي الإيراني إلى الدور ربع النهائي بعد فوزه بمجموع المباراتين 5-4.
| الوكرة                            | 2 - 2 | التعاون                                         |
| --------------------------------- | ----- | ----------------------------------------------- |
| - أيوب عسال 55' - غيلسون دالا 70' | تقرير | - أشرف المهديوي 14' (ركلة.) - روجر مارتينيز 61' |

| التعاون                                                       | 2 - 2 (ب.و.إ.) | الوكرة                                                                 |
| ------------------------------------------------------------- | -------------- | ---------------------------------------------------------------------- |
| - محمد الكويكبي 77' - رينيه ريفاس 112'                        | تقرير          | - غيلسون دالا 53' 4+120'                                               |
| ركلات الترجيح                                                 |                |                                                                        |
| - أشرف المهديوي - هتان باهبري - محمد الكويكبي - أندريه جيروتو | 4 - 3          | - لوكاس مينديز - ألكسندر شولز - عمر صلاح - محمد خالد حسن - غيلسون دالا |

تأهل نادي التعاون السعودي إلى الدور ربع النهائي بعد فوزه في ركلات الترجيح 4-3 بمجموع المباراتين 4-4.
| الوحدات | 0 - 2 | شباب الأهلي                   |
| ------- | ----- | ----------------------------- |
|         | تقرير | - سردار آزمون 53' 66' (ركلة.) |

| شباب الأهلي                                               | 4 - 3 | الوحدات                                                                        |
| --------------------------------------------------------- | ----- | ------------------------------------------------------------------------------ |
| - سردار آزمون 14'، 84' - غويليرمي بالا 80' - ماتيوساو 81' | تقرير | - أوسينو سيزار غويي 35' - مهند جهاد أحمد سمرين 71' - بوغدان بلانيتش 74' (ه.ذ.) |

تأهل نادي شباب الأهلي الإماراتي إلى الدور ربع النهائي بعد فوزه بمجموع المباراتين 6-3.
| الحسين إربد | 0 - 1 | الشارقة                   |
| ----------- | ----- | ------------------------- |
|             | تقرير | - كايو لوكاس فرنانديز 42' |

| الشارقة                                                 | 0 - 1 (ب.و.إ.) | الحسين إربد                                       |
| ------------------------------------------------------- | -------------- | ------------------------------------------------- |
|                                                         | تقرير          | - محمود المرضي 41'                                |
| ركلات الترجيح                                           |                |                                                   |
| - شاهين عبد الرحمن - فراس بالعربي - كايو لوكاس فرنانديز | 3 - 0          | - يوسف أبو جلبوش - محمد أبو زريق - يوسف أبو جلبوش |

تأهل نادي الشارقة الإماراتي إلى الدور ربع النهائي بعد فوزه في ركلات الترجيح 3-0 بمجموع المباراتين 1-1.

#### منطقة الشرق
| نام دينه | 0 - 3 | سانفريس هيروشيما                                               |
| -------- | ----- | -------------------------------------------------------------- |
|          | تقرير | - سوتا ناكامورا 73' - ساتوشي تاناكا 88' - سوتا كوشيميتشي 1+90' |

| سانفريس هيروشيما                                             | 4 - 0 | نام دينه |
| ------------------------------------------------------------ | ----- | -------- |
| - شو ساساكي 10' - سوتا ناكامورا 54'، 1+90' - شوتو ناكانو 66' | تقرير |          |

تأهل نادي سانفريس هيروشيما الياباني إلى الدور ربع النهائي بعد فوزه بمجموع المباراتين 7-0.
| موانغتونغ يونايتد                         | 2 - 3 | ليون سيتي سيلورز                                                |
| ----------------------------------------- | ----- | --------------------------------------------------------------- |
| - ميلفين لورينزين 56' - تريستان دو 10+90' | تقرير | - شوال أنور 1' - ماكسيم ليستيين 11' (ركلة.) - بارت رامسيلار 27' |

| ليون سيتي سيلورز                                                       | 4 - 0 | موانغتونغ يونايتد |
| ---------------------------------------------------------------------- | ----- | ----------------- |
| - ماكسيم ليستيين 3' (ركلة.) - بارت رامسيلار 3+45' - شوال أنور 63'، 88' | تقرير |                   |

تأهل نادي ليون سيتي سيلورز السنغافوري إلى الدور ربع النهائي بعد فوزه بمجموع المباراتين 7-2.
| بورت | 0 - 4 | جونبك هيونداي                                                     |
| ---- | ----- | ----------------------------------------------------------------- |
|      | تقرير | - بارك جين سيوب 19' - أندريا كومبانيو 24'، 60' - سونغ مين كيو 49' |

| جونبك هيونداي    | 1 - 0 | بورت |
| ---------------- | ----- | ---- |
| بارك جاي يونغ 5' | تقرير |      |

تأهل نادي جونبك هيونداي الكوري الجنوبي إلى الدور ربع النهائي بعد فوزه بمجموع المباراتين 5-0.
| سيدني                      | 2 - 2 | بانكوك يونايتد                                             |
| -------------------------- | ----- | ---------------------------------------------------------- |
| - أدريان سيغيسيتش 60'، 78' | تقرير | - ريتشايرو زيفكوفيتش 50' (ركلة.) - تيتيبان بوانغتشان 5+90' |

| بانكوك يونايتد                     | 2 - 3 (ب.و.إ.) | سيدني                                                  |
| ---------------------------------- | -------------- | ------------------------------------------------------ |
| - محسن الغساني 18' - محمود عيد 54' | تقرير          | - جو لولي 2' - أدريان سيغيسيتش 88' - دوغلاس كوستا 100' |

تأهل نادي سيدني الأسترالي إلى الدور ربع النهائي بعد فوزه بمجموع المباراتين 5-4.

## ربع النهائي

### الملخص
| الفريق الأول | إجم.           | الفريق الثاني | مباراة الذهاب | مباراة الإياب |
| ------------ | -------------- | ------------- | ------------- | ------------- |
| تراكتور      | 2-2 (4-2) (ج.) | التعاون       | 0-0           | 2-2 (ب.و.إ.)  |
| شباب الأهلي  | 2-2 (5-4) (ج.) | الشارقة       | 1-1           | 1-1 (ب.و.إ.)  |

| الفريق الأول     | إجم. | الفريق الثاني    | مباراة الذهاب | مباراة الإياب |
| ---------------- | ---- | ---------------- | ------------- | ------------- |
| سانفريس هيروشيما | 4-1  | ليون سيتي سيلورز | 3-0           | 1-1           |
| جونبك هيونداي    | 5-2  | سيدني            | 2-0           | 2-3           |

#### منطقة الغرب
| تراكتور | 0 - 0 | التعاون |
| ------- | ----- | ------- |
|         | تقرير |         |

| التعاون                                                      | 2 - 2 (ب.و.إ.) | تراكتور                                                       |
| ------------------------------------------------------------ | -------------- | ------------------------------------------------------------- |
| - موسى بارو 54' - سلطان مندش 92'                             | تقرير          | - ريكاردو ألفيس 50' (ركلة.) - دوماغوي دروجيك 105'             |
| ركلات الترجيح                                                |                |                                                               |
| - عبد الفتاح آدم - أندريه جيروتو - موسى بارو - أشرف المهديوي | 4 - 2          | - إيغور بوستونجسكي - سجاد عاشوري - مهدي شيري - دوماغوي دروجيك |

تأهل نادي التعاون السعودي إلى الدور نصف النهائي بعد فوزه في ركلات الترجيح 4-2 بمجموع المباراتين 2-2.
| شباب الأهلي       | 1 - 1 | الشارقة                   |
| ----------------- | ----- | ------------------------- |
| - سردار آزمون 46' | تقرير | - كايو لوكاس فرنانديز 68' |

| الشارقة                                                                             | 1 - 1 (ب.و.إ.) | شباب الأهلي                                                                |
| ----------------------------------------------------------------------------------- | -------------- | -------------------------------------------------------------------------- |
| - ماركوس ميلوني 35'                                                                 | تقرير          | - مؤنس دبور 4+90'                                                          |
| ركلات الترجيح                                                                       |                |                                                                            |
| - كايو لوكاس فرنانديز - فراس بالعربي - لوانزينهو - محمد عبد الباسط - جويلهيرمي بيرو | 5 - 4          | - سردار آزمون - فيديريكو كارتابيا - يحيى الغساني - كاوان سانتوس - ماتيوساو |

تأهل نادي الشارقة الإماراتي إلى الدور نصف النهائي بعد فوزه في ركلات الترجيح 5-4 بمجموع المباراتين 2-2.

#### منطقة الشرق
| سانفريس هيروشيما | 0 - 3 قرار انضباطي | ليون سيتي سيلورز |
| ---------------- | ------------------ | ---------------- |
|                  | تقرير              |                  |

| ليون سيتي سيلورز | 1 - 1 | سانفريس هيروشيما |
| ---------------- | ----- | ---------------- |
| - لينارت ثاي 20' | تقرير | ناكاجيما 34'     |

تأهل نادي ليون سيتي سيلورز السنغافوري إلى الدور نصف النهائي بعد فوزه في بمجموع المباراتين 4-1.
| جونبك هيونداي | 0 - 2 | سيدني                   |
| ------------- | ----- | ----------------------- |
|               | تقرير | باتريك كليمالا 36'، 66' |

| سيدني                                                             | 3 - 2 | جونبك هيونداي           |
| ----------------------------------------------------------------- | ----- | ----------------------- |
| - أليكس غرانت 59' - باتريك كليمالا 71' - دوغلاس كوستا 82' (ركلة.) | تقرير | جين هوو جيون 35'، 4+45' |

تأهل نادي سيدني الأسترالي إلى الدور نصف النهائي بعد فوزه في بمجموع المباراتين 5-2.

## نصف النهائي

### ملخص
| الفريق الأول | إجم. | الفريق الثاني | مباراة الذهاب | مباراة الإياب |
| ------------ | ---- | ------------- | ------------- | ------------- |
| التعاون      | 2-1  | الشارقة       | 0-1           | 2-0           |

| الفريق الأول     | إجم. | الفريق الثاني | مباراة الذهاب | مباراة الإياب |
| ---------------- | ---- | ------------- | ------------- | ------------- |
| ليون سيتي سيلورز | 1-2  | سيدني         | 0-2           | 1-0           |

#### منطقة الغرب
| التعاون              | 1 - 0 | الشارقة |
| -------------------- | ----- | ------- |
| عبد الحميد صابيري 2' | تقرير |         |

| الشارقة                                  | 2 - 0 | التعاون |
| ---------------------------------------- | ----- | ------- |
| - عثمان كمارا 4+90' - فراس بالعربي 9+90' | تقرير |         |

تأهل نادي نادي الشارقة الإماراتي إلى  النهائي بعد فوزه بمجموع المباراتين 2-1.

#### منطقة الشرق
| ليون سيتي سيلورز                     | 2 - 0 | سيدني |
| ------------------------------------ | ----- | ----- |
| - بارت رامسيلار 18' - لينارت ثاي 53' | تقرير |       |

| سيدني         | 1 - 0 | ليون سيتي سيلورز |
| ------------- | ----- | ---------------- |
| - جو لولي 85' | تقرير |                  |

تأهل نادي ليون سيتي سيلورز السنغافوري إلى النهائي بعد فوزه في بمجموع المباراتين 2-1.

## النهائي
| ليون سيتي سيلورز     | 1 - 2 | الشارقة                                |
| -------------------- | ----- | -------------------------------------- |
| ماكسيم ليستيين 1+90' | تقرير | فراس بالعربي 74' · ماركوس ميلوني 7+90' |